# Stazione di Malnate
Stazione di Malnate vasútállomás Olaszországban, Lombardia régióban, Malnate településen.

## Vasútvonalak
Az állomást az alábbi vasútvonalak érintik:
- Saronno-Laveno-vasútvonal
- Como–Varese-vasútvonal

## Kapcsolódó állomások
A vasútállomáshoz az alábbi állomások vannak a legközelebb:
- Stazione di Varese Nord
- Stazione di Vedano Olona
- Stazione di Binago-San Salvatore